# Кокшинська сільська рада
Кокши́нська сільська рада (рос. Кокшинский сельский совет) — сільське поселення у складі Совєтського району Алтайського краю Росії.
Адміністративний центр — село Кокші.

## Населення
Населення — 936 осіб (2019; 1067 в 2010, 1323 у 2002).

## Склад
До складу сільської ради входять:
| Населений пункт | Населення, осіб (2002) | Населення, осіб (2010) |
| --------------- | ---------------------- | ---------------------- |
| Карасук, село   | 224                    | 160                    |
| Кокші, село     | 1099                   | 907                    |